# 布羅德沃特 (內布拉斯加州)
布羅德沃特（英語：Broadwater）是位於美國內布拉斯加州莫勒爾縣的村。

## 人口
根據2020年美國人口普查的數據，布羅德沃特的面積為0.41平方千米，皆為陸地。當地共有人口95人，而人口密度為每平方千米232人。